# Sarah Dumont
Sarah Dumont (* 10. April 1990 in San Diego) ist eine US-amerikanische Schauspielerin und Model. Bekannt geworden ist sie mit ihrer Rolle als Denise in der US-amerikanischen Horrorkomödie Scouts vs. Zombies – Handbuch zur Zombie-Apokalypse, in der zweiten Staffel von The Royals spielte sie Mandy/Samantha.

## Leben und Karriere
Dumont wuchs in San Diego auf. Nachdem sie die Schule abgebrochen hatte, begann ihre Karriere als Model. Im Jahr 2009 trat sie im Pilotfilm der Fernsehserie Melrose Place auf, einem Spinoff der gleichnamigen Seifenoper.
Im Jahr 2013 spielte sie eine Nebenrolle namens Sequins in der romantischen Komödie Don Jon. Weiterhin war sie in Gastauftritten unter anderem in den Fernsehserien CSI: Den Tätern auf der Spur, Agents of S.H.I.E.L.D., Dads, Friends with Better Lives, Playing It Cool und The League zu sehen.
Im Jahr 2015 spielte sie eine Hauptrolle in der Horror-Komödie Scouts vs. Zombies – Handbuch zur Zombie-Apokalypse neben Tye Sheridan, Logan Miller, Joey Morgan und David Koechner. Außerdem trat sie in der Dramaserie The Royals auf.

## Filmografie (Auswahl)
- 2009: Melrose Place (Fernsehserie, Folge 1x01)
- 2012: CSI: Vegas (CSI: Crime Scene Investigation, Fernsehserie, Folge 12x14)
- 2013: Don Jon
- 2013: Marvel’s Agents of S.H.I.E.L.D. (Fernsehserie, Folge 1x01)
- 2014: Playing It Cool
- 2014: Tbilisi, I Love You
- 2014: Bad Ass 2: Bad Asses (Bad Asses)
- 2014: Oh, You Pretty Things! (Fernsehserie, 9 Folgen)
- 2014: Friends with Better Lives (Fernsehserie, Folge 1x07)
- 2014: The League (Fernsehserie, Folge 6x12)
- 2014: Dads (Fernsehserie, 2 Folgen)
- 2015: Scouts vs. Zombies – Handbuch zur Zombie-Apokalypse (Scouts Guide to the Zombie Apocalypse)
- 2015: The Royals (Fernsehserie, 4 Folgen)
- 2016: Superstore (Fernsehserie, Folge 2x01)
- 2017: Don’t Move – Halt still! (Serpent)
- 2017: 6 Below – Verschollen im Schnee (6 Below: Miracle on the Mountain)
- 2017: Workaholics (Fernsehserie, Folge 7x10)
- 2018: Hawaii Five-0 (Fernsehserie, Folge 9x06)
- 2018: Corporate (Fernsehserie, Folge 1x08)
- 2018: The Oath (Fernsehserie, 6 Folgen)
- 2020: BAB
- 2021: Drive All Night
- 2021: 9-1-1: Notruf L.A. (9-1-1, Fernsehserie, Folge 4x13)
- 2022: The Accursed
- 2023: Die Rückkehr der Manson Family (The Resurrection of Charles Manson)
- 2023: Miracle Workers (Fernsehserie, Folge 4x02)
- 2023: Zero Hour